# Shaun Sipos
Shaun Sipos (Victoria, 30 de outubro de 1981) é um ator canadense. Conhecido principalmente por seu papel como  Jack Savage, na sitcom "Complete Savages" da rede ABC.

## Carreira
Sipos esteve recentemente no elenco do filme "Lost Dream", estrelando como Giovanni, um jovem que tira a própria vida em uma cela de prisão. Sipos também estrelou os filmes "Lost Boys: The Tribe", "Comeback Season", "Skulls 3", "Final Destination 2", "Baby Geniuses" e "The Grudge 2".
Sipos foi escolhido a dedo por Mel Gibson para estrelar comédia de televisão Complete Savages, estrelando Jack, um adolescente popular, que aspira estar em uma banda.
Créditos em televisão incluem participações em "ER", "CSI: Miami", "Southland", "Shark", "Black Sash" e "Smallville".
Sipos foi um dos principais atores na "The CW Melrose Place", que é uma atualização da serie de TV dos anos 90.
Participou da série "Life Unexpected" na segunda temporada.
Em 2012, interpretou no filme de terror, The Texas Chainsaw Massacre 3D.

## Filmografia

### Filmes
| Ano  | Título                         | Papel              | Notas           |
| ---- | ------------------------------ | ------------------ | --------------- |
| 2003 | Final Destination 2            | Frankie            |                 |
| 2004 | The Skulls III                 | Ethan Rawlings     | Direto para DVD |
| 2004 | Superbabies: Baby Geniuses 2   | Brandon            |                 |
| 2006 | Comeback Season                | Skylar Eckerman    |                 |
| 2006 | The Grudge 2                   | Michael            |                 |
| 2008 | Lost Boys: The Tribe           | Kyle               | Direto para DVD |
| 2009 | Stoic                          | Mitch Palmer       |                 |
| 2009 | Lost Dream                     | Giovanni           |                 |
| 2009 | Rampage                        | Evan Drince        |                 |
| 2009 | Happy in the Valley            | Wade               |                 |
| 2011 | Hick                           | Blane              |                 |
| 2011 | Enter Nowhere                  | Hans               |                 |
| 2013 | The Texas Chainsaw Massacre 3D | Darryl             |                 |
| 2013 | A Mother's Rage                | Calvin             | Telefilme       |
| 2013 | Heart of the Country           | Lee                |                 |
| 2014 | The Remaining                  | Jack               |                 |
| 2014 | The Michaels                   | Michael Breakstone | Telefilme       |

### Televisão
| Ano  | Título                         | Papel                 | Notas                                    |
| ---- | ------------------------------ | --------------------- | ---------------------------------------- |
| 2001 | Special Unit 2                 | Adolescente           | Episódio: "The Wall"                     |
| 2001 | Maybe It's Me                  | Nick Gibson           | 9 episódios                              |
| 2003 | Smallville                     | Chloe's Boy Thing     | Episódio: "Rush"                         |
| 2003 | Black Sash                     | Julian                | Episódios: "Date Night", "Prime Suspect" |
| 2004 | Complete Savages               | Jack Savage           | 19 episódios (2004-2005)                 |
| 2005 | CSI Miami                      | Gabe Hammond / Hellys | Episódio: "Urban Hellraisers"            |
| 2007 | ER                             | Nick                  | Episódio: "Crisis of Conscience"         |
| 2007 | Shark                          | Trevor Boyd           | 7 episódios                              |
| 2009 | Southland                      | Dwayne                | Episódio: "Unknown Trouble"              |
| 2009 | Melrose Place                  | David Breck           | 18 episódios (2009-2010)                 |
| 2010 | CSI: Crime Scene Investigation | Daniel Peidre         | Episódio: "Take My Life, Please"         |
| 2010 | Life Unexpected                | Eric Daniels          | 12 episódios (2010-2011)                 |
| 2013 | The Vampire Diaries            | Aaron Whitmore        | 7 episódios (2013-2014)                  |
| 2016 | Dark Matter                    | Devon Taltherd        | 2 temporada                              |